# Michaił Pugowkin
Michaił Iwanowicz Pugowkin (ros. Михаи́л Ива́нович Пу́говкин; ur. 13 lipca 1923, zm. 25 lipca 2008 w Moskwie) – radziecki aktor filmowy i teatralny. Ludowy Artysta ZSRR (1988).

## Życiorys
Ukończył Studium Teatralne. Wystąpił m.in. w radzieckich baśniach filmowych takich jak: Ogień, woda i miedziane trąby, Królewna z długim warkoczem, Baśń o Jasnym Sokole.
Popularność zdobył głównie dzięki rolom komediowym.
Został pochowany na Cmentarzu Wagańkowskim w Moskwie.

## Filmografia
- 1943: Kutuzow (Кутузов)
- 1953: Maksymek (Максимка)
- 1953: Admirał Uszakow (Адмирал Ушаков)
- 1953: Okręty szturmują bastiony (Корабли штурмуют бастионы)
- 1954: Dygnitarz na tratwie (Верные друзья) jako kierownik klubu, konferansjer
- 1954: Płomienne serca (Школа мужества)
- 1955: Upadek emiratu (Крушение эмирата)
- 1956: Pewnego dnia (В один прекрасный день)
- 1956: Trójgłowy smok (Илья Муромец)
- 1956: Ziemia i ludzie (Земля и люди)
- 1957: Prawda (Правда)
- 1958: Dziewczyna z gitarą (Девушка с гитарой) jako Pienkin
- 1958: Śladami bandy (Дело «Пёстрых»)
- 1959: Iwan Browkin na celinie (Иван Бровкин на целине)
- 1959: Majowe gwiazdy (Майские звёзды)
- 1961: Serce nie wybacza (Сердце не прощает)
- 1962: Cudak - człowiek (Чудак—человек)
- 1963: Rzut karny (Штрафной удар)
- 1964: Pierwszy dzień wolności (film produkcji polskiej)[3]
- 1965: Operacja „Y”, czyli przypadki Szurika (Операция «Ы» и другие приключения Шурика) jako dyrektor budowy (część „Partner”)
- 1965: Podróż z bagażem (Путешественник с багажом)
- 1965: Niepokonany batalion (Непокорённый батальон)
- 1967: Miał na imię Robert (Его звали Роберт)
- 1967: Wesele w Malinówce (Свадьба в Малиновке)
- 1968: Ogień, woda i miedziane trąby (Огонь, вода и… медные трубы) jako car
- 1969: Niezdolny do służby liniowej (Годен к нестроевой)
- 1969: Królewna z długim warkoczem (Варвара-краса, длинная коса)
- 1971: Ordynans Szelmienko (Шельменко-денщик)
- 1971: Dwanaście krzeseł (12 стульев) jako ojciec Fiodor
- 1972: Nylon 100 (Нейлон 100%)
- 1973: Nie ma dymu bez ognia (Нет дыма без огня)
- 1973: Iwan Wasiljewicz zmienia zawód (Иван Васильевич меняет профессию)
- 1974: Chłopiec z gitarą (Незнакомый наследник)
- 1975: Baśń o Jasnym Sokole (Финист – Ясный Сокол)
- 1975: To niemożliwe! (Не может быть!)
- 1978: Nowe przygody kapitana Wrangla (Новые приключения капитана Врунгеля)
- 1980: Marynarze nie zadają pytań! (У матросов нет вопросов!)
- 1981: Ten szósty (Шестой)
- 1982: Totolotek 82 (Спортлото-82) jako San Sanycz Muraszko
- 1982: Żonaty kawaler (Женатый холостяк)
- 1983: Bez osobistego ryzyka (Без особого риска)
- 1983: Rozkazano wziąć żywcem (Приказано взять живым)

Źródło:

## Nagrody i odznaczenia
- Zasłużony Artysta RFSRR (1965)[5]
- Ludowy Artysta RFSRR (1977)[5]
- Ludowy Artysta ZSRR (1988)[5]
- Order Za Zasługi (1999)[6]
- Order Zasług dla Ojczyzny IV klasy (2002)[7]
- Order Honoru (2003)[8]
- Order Znak Honoru
- Order Wojny Ojczyźnianej (1985)